# 畳み込み級数
数学において、畳み込み級数（たたみこみきゅうすう、英: telescoping series; 望遠鏡級数）は、各項からその近くの後続または先行する項と打ち消しあう部分をとりだして、次々に項が消えていくことで和が求まるような級数である。。こうやって項を打ち消しあって和を求める方法は差分法 (method of differences) や和分法としても知られる。
たとえば、級数
{\displaystyle \sum _{n=1}^{\infty }{\frac {1}{n(n+1)}}}
は、以下のように簡単になる：
{\displaystyle {\begin{aligned}\sum _{n=1}^{\infty }{\frac {1}{n(n+1)}}&=\sum _{n=1}^{\infty }\left({\frac {1}{n}}-{\frac {1}{n+1}}\right)\\&=\left(1-{\frac {1}{2}}\right)+\left({\frac {1}{2}}-{\frac {1}{3}}\right)+\cdots \\&=1+\left(-{\frac {1}{2}}+{\frac {1}{2}}\right)+\left(-{\frac {1}{3}}+{\frac {1}{3}}\right)+\cdots =1.\end{aligned}}}

## 注意点
差分法のテクニックは便利だが、落とし穴もある。
{\displaystyle 0=\sum _{n=1}^{\infty }0=\sum _{n=1}^{\infty }(1-1)=1+\sum _{n=1}^{\infty }(-1+1)=1}
とするのは正しくない、個々の項が 0 に収斂でもしない限り、項を括りなおすのは有効ではないからである（グランディ級数の項を見よ）。こういった間違いを避けるには、まず N 項までの和を求めておいてから、そのあと N を無限大に飛ばした極限を計算する。
{\displaystyle {\begin{aligned}\sum _{n=1}^{N}{\frac {1}{n(n+1)}}&{}=\sum _{n=1}^{N}\left({\frac {1}{n}}-{\frac {1}{n+1}}\right)\\&{}=\left(1-{\frac {1}{2}}\right)+\left({\frac {1}{2}}-{\frac {1}{3}}\right)+\cdots +\left({\frac {1}{N}}-{\frac {1}{N+1}}\right)\\&{}=1+\left(-{\frac {1}{2}}+{\frac {1}{2}}\right)+\left(-{\frac {1}{3}}+{\frac {1}{3}}\right)+\cdots +\left(-{\frac {1}{N}}+{\frac {1}{N}}\right)-{\frac {1}{N+1}}\\&{}=1-{\frac {1}{N+1}}\to 1\ \mathrm {as} \ N\to \infty .\end{aligned}}}
といった具合である。

## 込み入った例
- 多くの三角関数は、連続する項の間で畳み込みを起こさせる、階差としての表示をも持つ。たとえば{\displaystyle {\begin{aligned}\sum _{n=1}^{N}\sin \left(n\right)&{}=\sum _{n=1}^{N}{\frac {1}{2}}\csc \left({\frac {1}{2}}\right)\left(2\sin \left({\frac {1}{2}}\right)\sin \left(n\right)\right)\\&{}={\frac {1}{2}}\csc \left({\frac {1}{2}}\right)\sum _{n=1}^{N}\left(\cos \left({\frac {2n-1}{2}}\right)-\cos \left({\frac {2n+1}{2}}\right)\right)\\&{}={\frac {1}{2}}\csc \left({\frac {1}{2}}\right)\left(\cos \left({\frac {1}{2}}\right)-\cos \left({\frac {2N+1}{2}}\right)\right)\end{aligned}}}といったような具合である。
- f と g が多項式でそれらの商が部分分数に分解されるような形の和{\displaystyle \sum _{n=1}^{N}{f(n) \over g(n)}}でも、今考えたい差分による和をとる方法が有効でないこともある。特に、{\displaystyle {\begin{aligned}\sum _{n=0}^{\infty }{\frac {2n+3}{(n+1)(n+2)}}&{}=\sum _{n=0}^{\infty }\left({\frac {1}{n+1}}+{\frac {1}{n+2}}\right)\\&{}=\left({\frac {1}{1}}+{\frac {1}{2}}\right)+\left({\frac {1}{2}}+{\frac {1}{3}}\right)+\left({\frac {1}{3}}+{\frac {1}{4}}\right)+\cdots \\&{}\qquad \cdots +\left({\frac {1}{n-1}}+{\frac {1}{n}}\right)+\left({\frac {1}{n}}+{\frac {1}{n+1}}\right)+\left({\frac {1}{n+1}}+{\frac {1}{n+2}}\right)+\cdots \\&{}=\infty \end{aligned}}}のように項がぜんぜん打ち消しあわない場合には無力である。
- k を正の整数とすれば{\displaystyle \sum _{n=1}^{\infty }{\frac {1}{n(n+k)}}={\frac {H_{k}}{k}}}となる（1/(k − 1) 以降の項がすべて打ち消されて消える）。ここで Hk は k-次調和数である。

## 確率論における応用
確率論において、ポアソン過程はもっとも単純な場合には「発生」がランダムな時間で引き起こされるような確率過程で、次の発生までの待ち時間が無記憶指数分布に従い、任意の時間間隔における発生回数は（期待値が時間間隔の長さに比例するという）ポアソン分布にしたがう。さて、Xt を時刻 t までの発生回数とし、Tx を x-番目の発生までの待ち時間として、確率変数 Tx の確率密度関数を求めよう。ポアソン分布の確率質量関数を用いれば
{\displaystyle \Pr(X_{t}=x)={\frac {(\lambda t)^{x}e^{-\lambda t}}{x!}}}
がわかる。ここで λ は任意の時間間隔 1 での発生回数の平均値である。 [Xt ≥ x] なる事象は [Tx ≤ t] なる事象と同じことであり、したがって同一の確率を持つ。したがって、求める密度関数は
{\displaystyle {\begin{aligned}f(t)&{}={\frac {d}{dt}}\Pr(T_{x}\leq t)={\frac {d}{dt}}\Pr(X_{t}\geq x)={\frac {d}{dt}}(1-\Pr(X_{t}\leq x-1))\\[6pt]&{}={\frac {d}{dt}}\left(1-\sum _{u=0}^{x-1}\Pr(X_{t}=u)\right)={\frac {d}{dt}}\left(1-\sum _{u=0}^{x-1}{\frac {(\lambda t)^{u}e^{-\lambda t}}{u!}}\right)\\[6pt]&{}=\lambda e^{-\lambda t}-e^{-\lambda t}\sum _{u=1}^{x-1}\left({\frac {\lambda ^{u}t^{u-1}}{(u-1)!}}-{\frac {\lambda ^{u+1}t^{u}}{u!}}\right)\end{aligned}}}
であり、この和はほとんどが打ち消しあって、
{\displaystyle f(t)={\frac {\lambda ^{x}t^{x-1}e^{-\lambda t}}{x!}}}
だけが残る。

## その他の応用
- グランディ級数
- 素数の逆数和が発散することの証明 (en): 証明に畳み込み (telescoping sum) を使う。
- Order statistic, where a telescoping sum occurs in the derivation of a probability density function;
- レフシェッツの不動点定理: 代数的位相幾何学より
- ホモロジー論: 代数的位相幾何学より
- Eilenberg–Mazur swindle, where a telescoping sum of knots occurs.